# Jahanara Imam

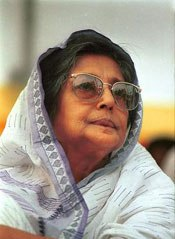
Jahanara Imam, 1993

Jahanara Imam (bengalí: জাহানারা ইমাম, Murshidabad, Bengala Occidental, Raj británico 3 de mayo de 1926-Detroit, Míchigan, Estados Unidos, 26 de junio de 1994) era una activista social y escritora bangladesa conocida por sus esfuerzos de llevar a juicio a quienes cometieron delitos durante la Guerra de Liberación de Bangladés.

## Biografía

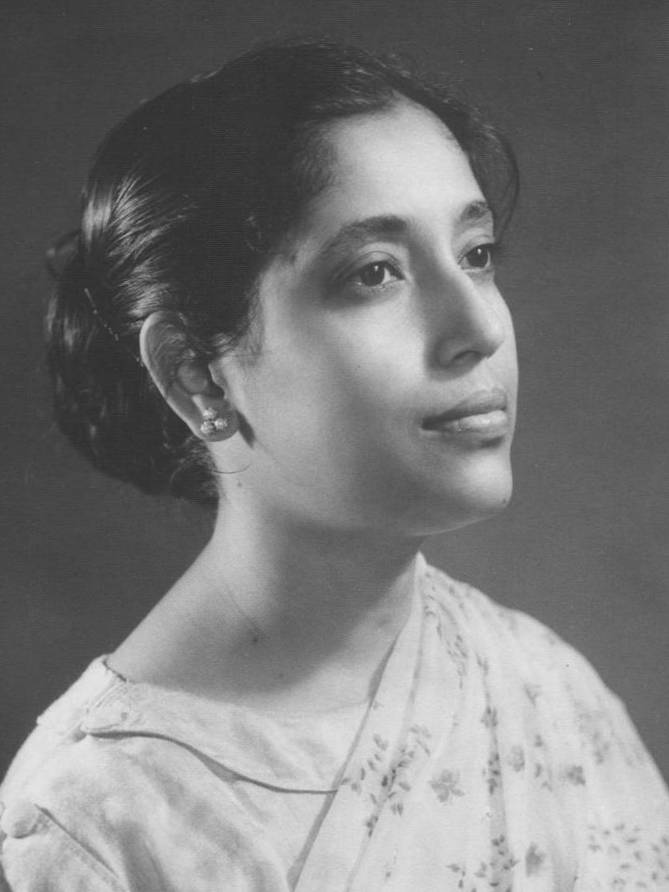
Jahanara Imam, 1957

Nacida en el Raj Británico, era la hija mayor de tres hermanos y cuatro hermanas. Su padre era funcionario y vivieron en diferentes partes de Bengala.
Pese a las dificultades para acceder a la educación de las mujeres musulmanas, egresó en la Universidad de Calcuta, e imprtió clase en un centro de secundaria femenino en Mymensingh, donde se reunió con su familia tras la partición de la India.
Se casó con el ingeniero civil Sharif Imam y se mudaron a Daca y tuvieron dos hijos en 1952 y 1954, mientras siguió estudiando y se licenció en literatura bengalí en la Universidad de Daca.
De 1994 a 1965 estuvo en la Universidad de San Diego con una beca Fulbright.
Más tarde se dedicó casi por completo a la docencia publicando algunos libros.